# Vạn Lý Trường Thành
Vạn Lý Trường Thành (giản thể: 万里长城; phồn thể: 萬里長城; bính âm: Wànlĭ Chángchéng; nghĩa đen 'Bức tường dài vạn (mười nghìn) dặm'), gọi tắt là Trường Thành, là tên gọi chung cho nhiều thành lũy kéo dài hàng ngàn cây số từ Đông sang Tây, được xây dựng bằng đất và đá từ thế kỷ 5 TCN cho tới thế kỷ 16, để bảo vệ Trung Hoa khỏi những cuộc tấn công của người Hung Nô, Mông Cổ, Đột Quyết, và những bộ tộc du mục khác đến từ những vùng hiện thuộc Mông Cổ và Mãn Châu. Một số đoạn tường thành được xây dựng từ thế kỷ thứ 5 TCN, sau đó được Hoàng đế đầu tiên của Trung Quốc là Tần Thủy Hoàng ra lệnh nối lại và xây thêm từ năm 220 TCN và 200 TCN và hiện chỉ còn sót lại ít di tích. Vạn Lý Trường Thành nổi tiếng được tham quan nhiều hiện nay được xây dưới thời nhà Minh (1368-1644).
Các mục đích khác của Vạn Lý Trường Thành bao gồm kiểm soát biên giới, cho phép áp đặt thuế đối với hàng hóa vận chuyển theo con đường tơ lụa, quy định hoặc khuyến khích thương mại và kiểm soát xuất nhập cảnh. Hơn nữa, đặc điểm phòng thủ của Vạn Lý Trường Thành đã được tăng cường bằng việc xây dựng các tháp canh, doanh trại quân đội, trạm đóng quân, báo hiệu có giặc thông qua các phương tiện khói hoặc lửa, và thực tế là con đường của Vạn Lý Trường Thành cũng phục vụ như là một hành lang giao thông vận tải.
Một nghiên cứu khảo cổ chi tiết, sử dụng những công nghệ hiện đại, được công bố vào năm 2009 kết luận rằng Vạn Lý Trường Thành do nhà Minh xây dựng có chiều dài 8.850 km. Nó bao gồm phần bức tường dài 6.259 km, phần hào dài 359 km, và phần lá chắn tự nhiên như đồi, sông dài 2.232 km. Một nghiên cứu khảo cổ chi tiết khác vào năm 2012 kết luận Vạn Lý Trường Thành có chiều dài 21.196 km. Chiều cao trung bình tường thành là 7m so với mặt đất, mặt trên của trường thành rộng trung bình 5-6m. Vạn Lý Trường Thành bắt đầu từ Sơn Hải quan trên bờ Biển Bột Hải ở phía đông, tại giới hạn giữa Trung Quốc bản thổ ("đất Trung Quốc gốc") và Mãn Châu đến Lop Nur ở phần phía đông nam Khu tự trị người Duy Ngô Nhĩ tại Tân Cương.

## Tên gọi
Dãy các bức tường ngày nay có tên Vạn Lý Trường Thành của Trung Quốc đã được gọi bằng một số tên khác nhau. Tên tiếng Anh hiện tại đã hình thành từ các tường thuật nhiệt tình về "bức tường Trung Quốc" của khách du lịch châu Âu thời đó; vào cuối thế kỷ 19 "Vạn Lý Trường Thành của Trung Quốc" đã trở thành tên của các bức tường này. Trong tiếng Trung Quốc, dãy tường thành này được gọi là "Cháng chéng" (長城), có nghĩa là "trường thành". Thuật ngữ này có thể được tìm thấy trong sách sử (thế kỷ thứ 1 TCN), ghi nhận những bức tường được xây dựng thời Chiến Quốc, và chủ yếu các bức tường của Tần Thủy Hoàng xây dựng. Nghĩa của nó là dài "vạn lý" (nghĩa bóng là "vô tận"), phản ánh với tên đầy đủ của nó trong thời hiện đại (萬里長城 Vạn Lý Trường Thành), cũng xuất phát từ sách sử, mặc dù dòng chữ "Vạn Lý Trường Thành" hiếm khi được sử dụng cho đến thời hiện đại. Một ví dụ hiếm hoi được Đường sử viết năm 493, khi sách trích dẫn tướng ở biên giới Tan Daoji.

## Lịch sử

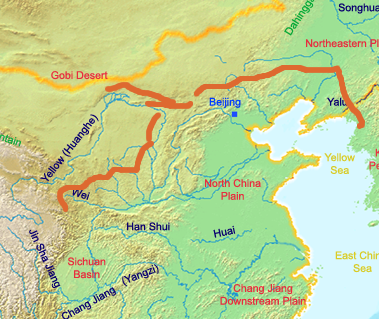
Trường thành dưới thời nhà Tần. Đỏ: thành, Cam: ranh giới quốc gia của Trung Quốc ngày nay.

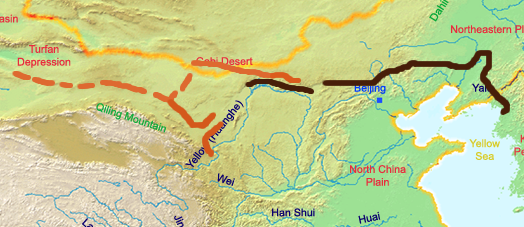
Trường thành dưới triều Hán.

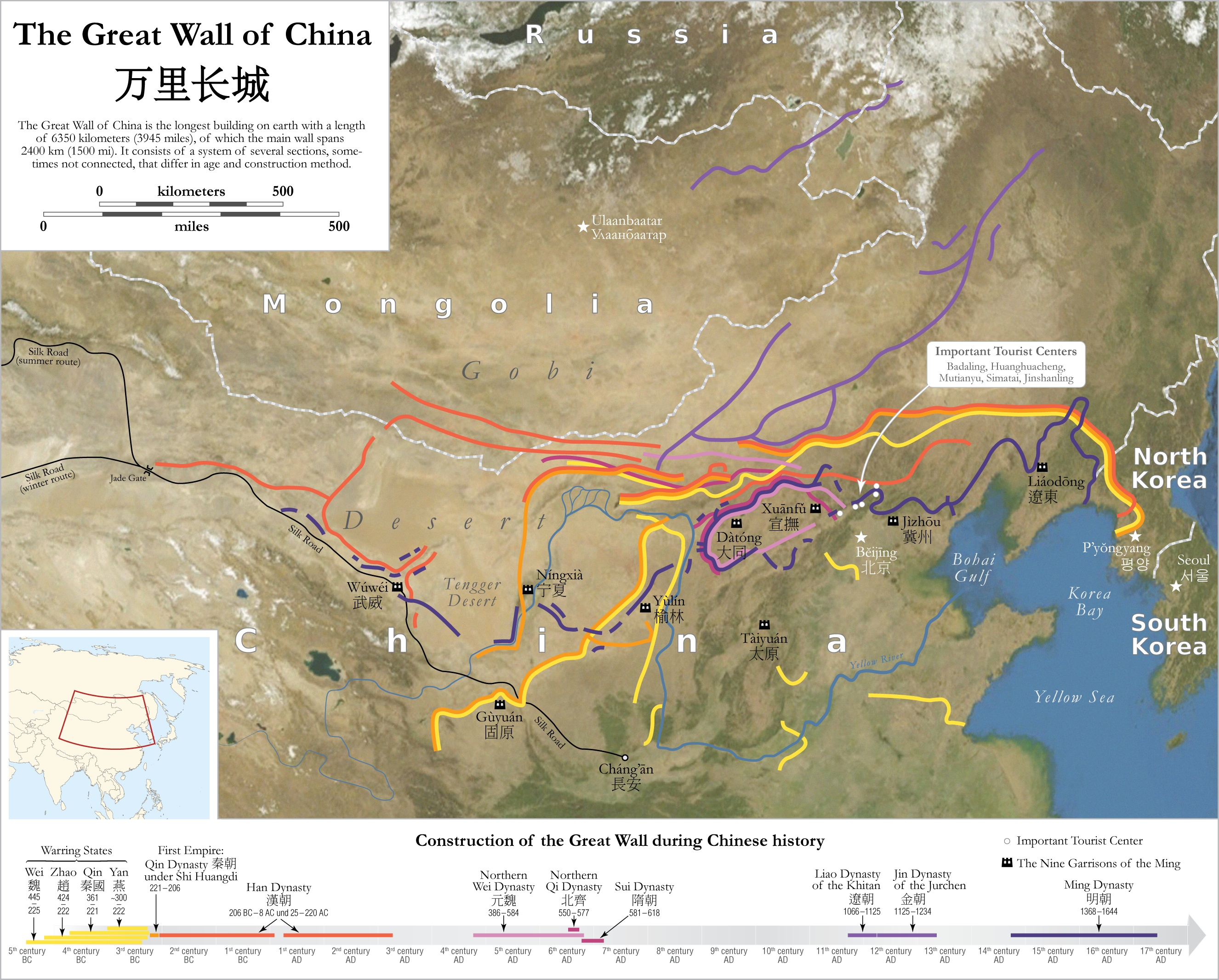
Trường thành dưới thời nhà Minh.

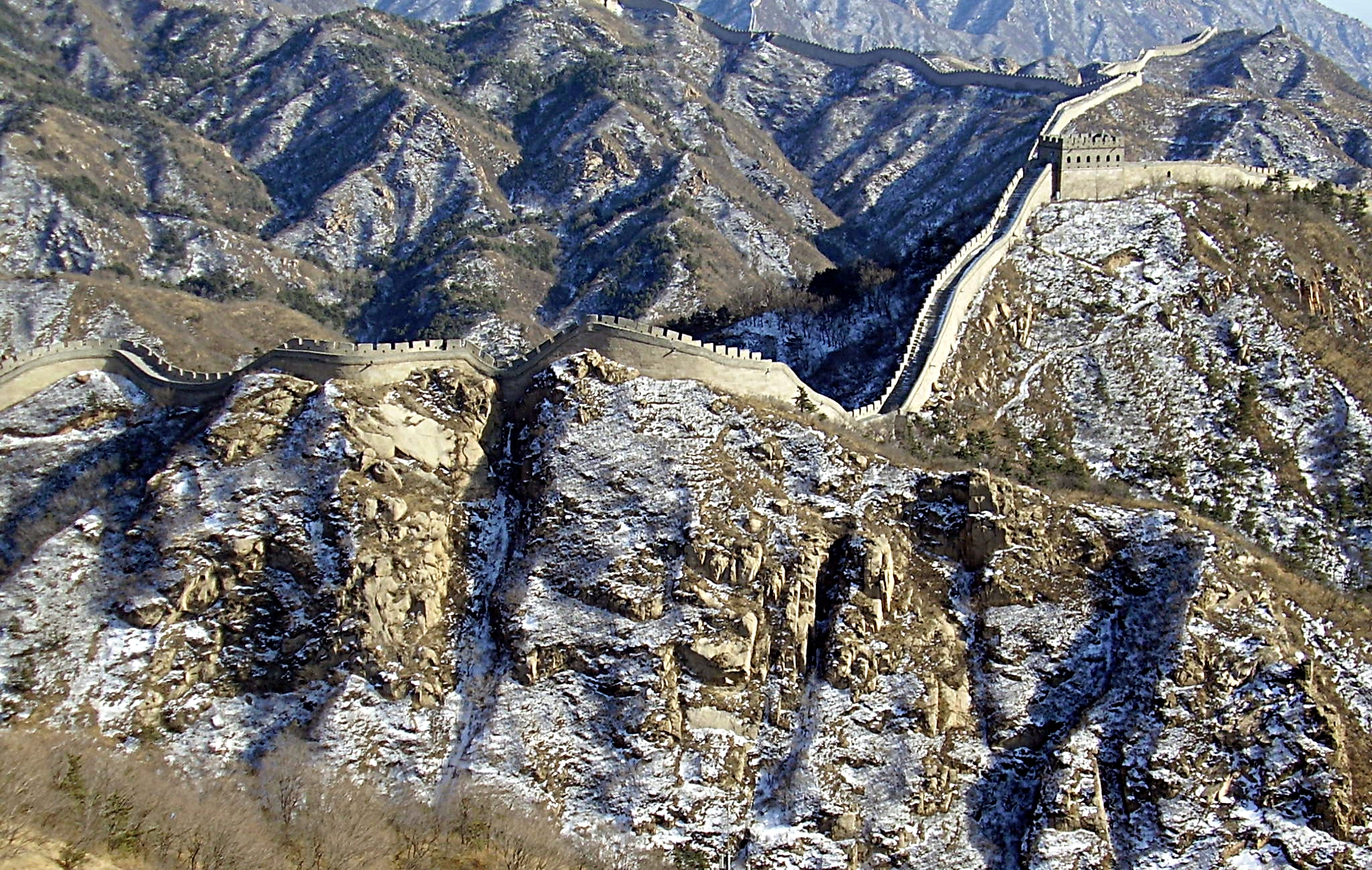
Vạn Lý Trường Thành vào mùa đông, đoạn gần Bắc Kinh

Ban đầu trong thời Xuân Thu và Chiến Quốc, các nước nhỏ đã độc lập xây dựng các tường thành ở phương bắc nhằm tránh giặc Hung nô tràn xuống. Cho đến khi Tần Thủy Hoàng thống nhất Trung Quốc thì ông cũng đã liên kết các tuyến phòng thủ rời rạc của các nước thành Vạn lý trường thành. 

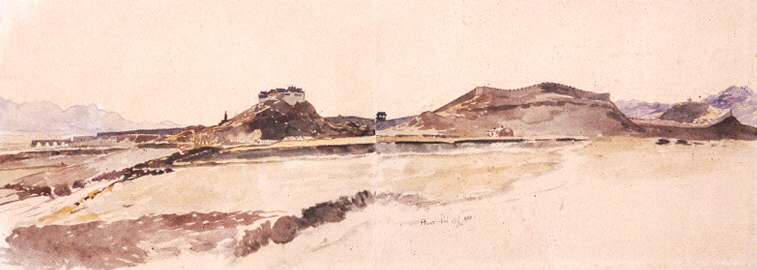
Tranh vẽ Vạn Lý Trường Thành vào năm 1900

Lý do để Tần Thủy Hoàng xây Vạn Lý Trường Thành bắt nguồn từ một câu "sấm": "Vong Tần giả, Hồ dã" (Tần mất là do Hồ). Tần Thủy Hoàng tưởng chữ "Hồ" là chỉ giặc Hồ phương Bắc. Dù người làm mất nhà Tần hóa ra là Thái tử "Hồ" Hợi, di sản mà hoàng đế thống nhất Trung Quốc để lại cũng đã đặt nền móng cho Vạn Lý Trường Thành sau này.
Một tường thành có tính chất phòng thủ biên giới phía bắc được xây dựng và duy trì bởi nhiều triều đại trong nhiều khoảng thời gian trong lịch sử Trung Quốc. Mục đích chính của nó là bảo vệ người Trung Quốc khỏi sự di cư của người Mông Cổ và người Turk. Có năm giai đoạn hình thành chính:
1. 208 TCN (nhà Tần)
2. thế kỷ thứ 1 TCN (nhà Hán)
3. thế kỷ thứ 7 (nhà Tùy)
4. 1138 - 1198 (nhà Bắc Tống)
5. 1368 - 1640 (từ vua Hồng Vũ đến vua Sùng Trinh của nhà Minh)

Đoạn tường thành chính đầu tiên được xây dựng dưới thời cai trị của Tần Thủy Hoàng, vị Hoàng đế đầu tiên của nhà Tần với thời gian tồn tại ngắn ngủi. Bức tường này được hình thành bằng việc xây dựng và ghép nối nhiều đoạn tường thành của các vùng thời Chiến Quốc. Bức tường được nối vào nhau ở thời gian đó làm bằng đất nện với những tháp canh được xây ở các khoảng cách đều nhau. Nó nằm xa hơn về phía bắc so với Vạn lý trường thành hiện tại với điểm cực đông nằm ở Bắc Triều Tiên hiện nay. Chỉ còn ít phần của nó còn sót lại - các bức ảnh cho thấy những ụ đất thấp, dài.

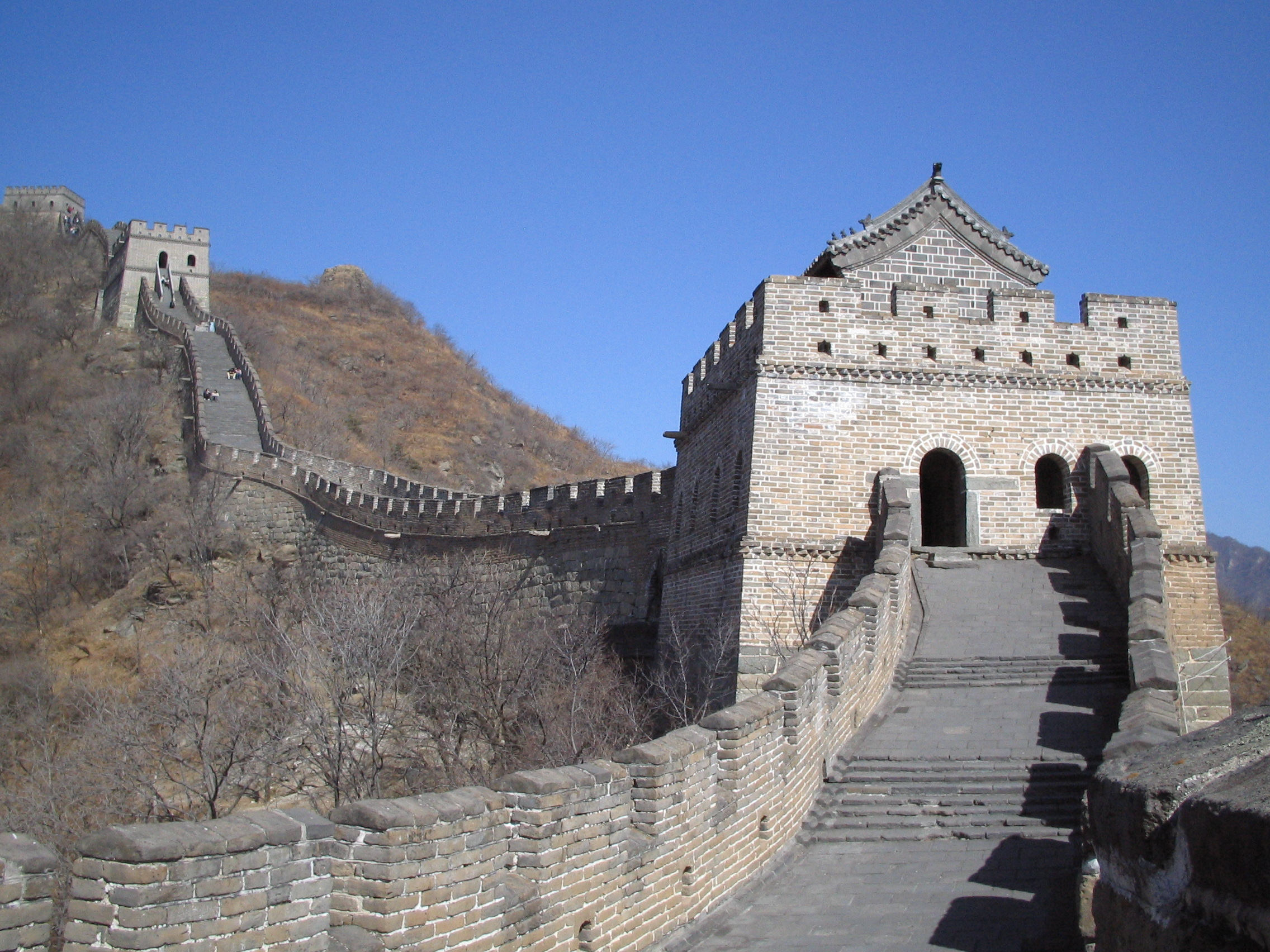
Vạn Lý Trường Thành, đoạn Mộ Điền Dục (Mutianyu), núi Quân Đô (Jundu) trong địa phận quận Hoài Nhu, khởi xây từ thế kỷ thứ 6. Là một trong những phần được bảo tồn tốt nhất của Vạn Lý Trường Thành, Mutianyu từng là bức tường phòng thủ phía bắc của thủ đô và lăng mộ của hoàng gia.

Triều đình bắt người dân phải làm việc để đắp thành, và các công nhân luôn bị nguy hiểm vì có thể bị bọn cướp tấn công. Bởi vì có nhiều người đã chết khi xây dựng thành, nó được đặt cho cái tên khủng khiếp, "Nghĩa địa dài nhất Trái Đất". Uớc tính có đến hàng trăm ngàn người, thậm chí có thể lên tới một triệu người đã chết khi xây trường thành ở thời nhà Tần.
Ước tính 300 ngàn binh lính với vô số tội nhân, quan lại phạm lỗi, nho sĩ không tuân lệnh đốt sách,... phải làm khổ sai trong miền rừng núi trùng trùng điệp điệp, mùa đông thì lạnh buốt, nước đóng băng, mùa hè thì không khí nóng như nung, mù mịt cát bụi. Trên thành cất những đồn canh, và có đường rộng chạy ngựa được giữa các đồn với nhau. Không biết bao nhiêu lời than thở, bao nhiêu nước mắt của thân nhân những người đó, không văn nhân thi sĩ nào chép lại hết được. Trong dân gian còn truyền lại nỗi khổ của nàng Mạnh Khương: "Nàng thương nhớ chồng, đi 10 ngàn dặm đường để thăm chồng bị bắt đi xây thành, đến nơi thì chồng nàng đã chết rồi. Xung quanh chỉ là rừng núi và đá. Không biết kiếm xác chồng ở đâu, nàng tuyệt vọng, khóc mấy ngày mấy đêm, khóc tới nỗi chính cái thành cũng phải mủi lòng, tự động tách ra cho nàng tìm thấy hài cốt chồng."
Bức tường dài tiếp theo được nhà Hán, nhà Tùy, và giai đoạn Thập Quốc xây dựng tiếp với cùng kiểu thiết kế. Nó được làm bằng đất nện với nhiều tháp canh nhiều tầng được xây cách nhau vài dặm. Các bức tường thành cũng đã bị hư hại nhiều và đã lẫn vào phong cảnh xung quanh, bị ăn mòn bởi gió và nước mưa.
Về mặt quân sự, những bức tường này có ý nghĩa về mặt phân chia ranh giới hơn là công sự bảo vệ có giá trị. Chắc chắn rằng chiến lược quân sự của Trung Quốc không diễn ra quanh việc giữ vững bức tường thành.
Vạn Lý Trường Thành ngày nay được xây ở thời nhà Minh, bắt đầu khoảng năm 1368 và kết thúc khoảng năm 1640. Ước tính có khoảng 25.000 tháp canh đã được xây dựng dọc theo bức tường. Trong một đoạn trong kinh Koran, các nhà địa lý Ả Rập cũng liên hệ Alexander đại đế với việc xây dựng tường thành. Bức tường này được xây với tầm vóc to lớn bằng những vật liệu tốt (đá cứng được dùng ở các bề mặt và ở trên đỉnh thành) hơn so với trước đó. Mục đích đầu tiên của bức tường là để ngăn bước những giống người bán du mục phía bên ngoài (như người Mông Cổ dưới sự chỉ huy của hãn vương Altan và Oirats dưới sự chỉ huy của Esen Taiji) vào cướp bóc bên trong Trung Quốc khi họ sử dụng ngựa để di chuyển; hay ngăn cản sự quay trở về của họ với những thứ cướp bóc được.
Vạn Lý Trường Thành thời nhà Minh bắt đầu từ điểm phía đông tại Sơn Hải Quan (山海关), gần Tần Hoàng Đảo, ở tỉnh Hà Bắc gần Vịnh Bột Hải. Kéo dài qua chín tỉnh và 100 huyện, 500 km cuối cùng vẫn còn nhưng đã thành những đống gạch vụn, và hiện nay nó kết thúc ở điểm cuối phía tây di tích lịch sử Gia Dục Quan (嘉峪关), nằm ở phía tây bắc tỉnh Cam Túc tại biên giới với Sa mạc Gobi và những ốc đảo của Con đường tơ lụa. Gia Dục Quan được xây để tiếp đón những nhà du hành dọc theo Con đường tơ lụa. Mặc dù Vạn Lý Trường Thành kết thúc ở Gia Dục Quan, tại đó có rất nhiều "phong hoả đài" (烽火台) trải dài về phía Gia Dục Quan dọc theo Con đường tơ lụa. Những đài quan sát đó dùng dấu hiệu bằng khói để cảnh báo có xâm lược.
Năm 1644, người Mãn vượt qua bức tường thành bằng cách thuyết phục một vị tướng quan trọng là Ngô Tam Quế mở cửa những cánh cổng Sơn Hải Quan để cho người Mãn Châu vượt qua. Truyền thuyết kể rằng quân Mãn Châu mất ba ngày mới vượt hết qua đèo. Sau khi người Mãn Châu chinh phục Trung Quốc, bức tường thành không còn giá trị chiến lược quân sự nữa, đa phần bởi vì người Mãn Châu đã mở rộng quyền kiểm soát chính trị của họ ra xa phía bắc; vì vậy giống như thời nhà Nguyên, nhà Đường, và nhà Tống thì Vạn lý Trường thành đã mất đi hoàn toàn giá trị phòng thủ quân sự cho Trung Quốc vào thời nhà Thanh.
Đoạn tường cuối cùng thời nhà Minh thực sự là một công sự quân sự về một số mặt. Tuy nhiên, các nhà sử học quân sự thường gạt bỏ giá trị thực của bức tường thành vĩ đại này. Người ta tốn cực kỳ nhiều tiền của và công sức để xây dựng, duy trì và đóng giữ. Số tiền nhà Minh chi phí vào bức tường này đáng ra có thể để chi vào cải thiện khả năng quân sự khác như mua pháo kiểu châu Âu hay súng trường. Sự thực là bức tường thành không có giá trị nhiều trong việc giúp ngăn chặn sự sụp đổ của nhà Minh.

## Tình trạng

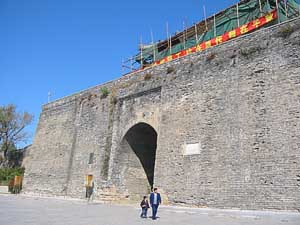
Gia Dục Quan đang được sửa chữa

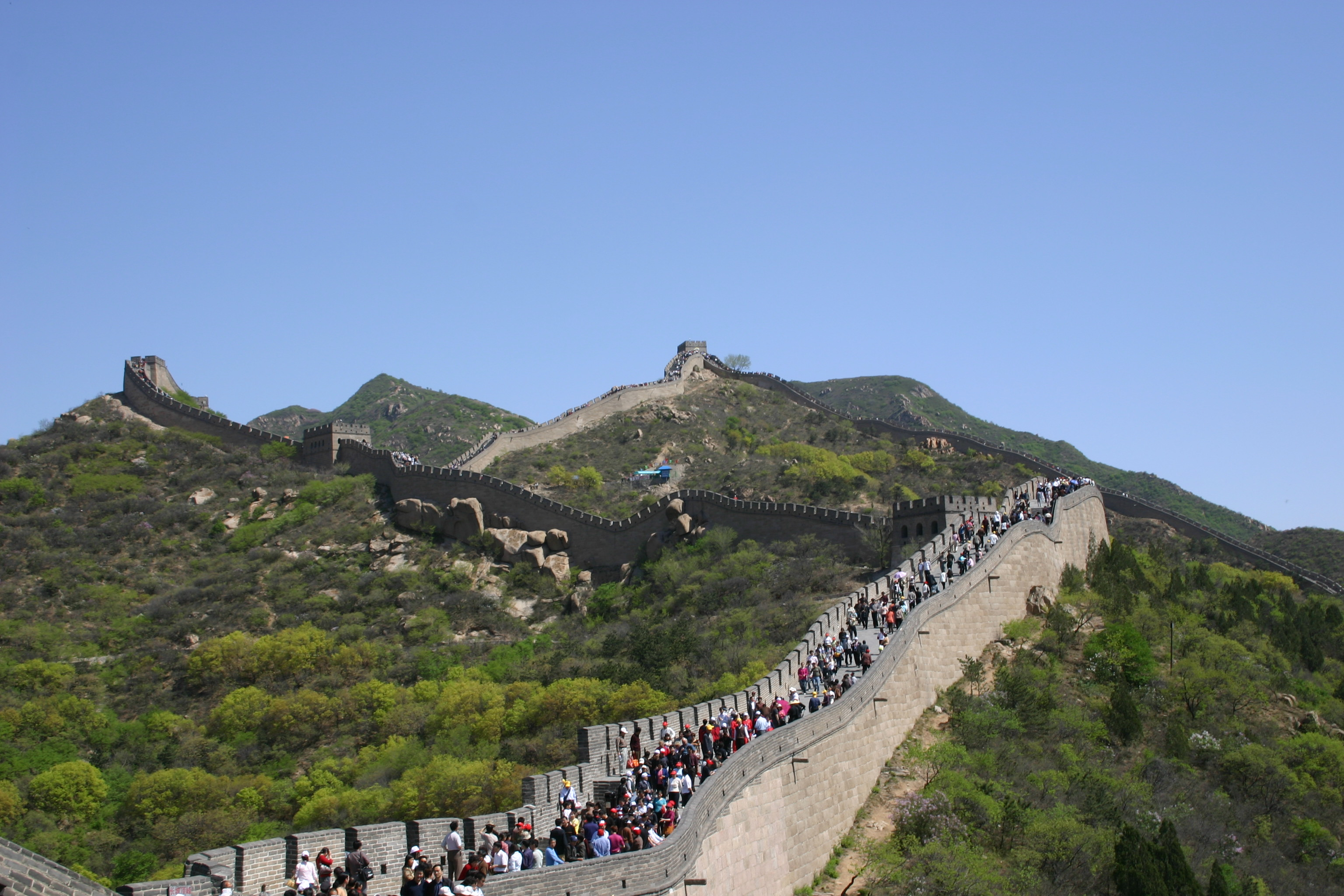
Bát Đạt Lĩnh thuộc địa giới của huyện Diên Khánh, được viếng thăm nhiều nhất.

Trong khi một số đoạn gần các trung tâm du lịch được giữ gìn và thậm chí xây dựng lại, tại hầu hết các vị trí bức tường đang bị bỏ mặc không được sửa chữa, được dùng làm chỗ chơi cho những người dân làng và là nơi khai thác đá để làm đường hay làm nhà. Các bề mặt của tường thành còn bị sơn vẽ graffiti. Nhiều phần đã bị phá hủy vì bức thành nằm chắn đường tới các địa điểm xây dựng. Các phần không bị đụng chạm đến hay được sửa chữa là gần những điểm phát triển du lịch và thường bị những người bán hàng rong và khách du lịch làm giảm giá trị. Sa mạc Gobi cũng đang tiến sát tới bức tường thành ở một số địa điểm. Một số ước tính rằng chỉ 20% bức tường thành là đang ở tình trạng tốt. Năm 2005, các bức ảnh về một bữa tiệc điên dại trên Vạn lý trường thành xuất hiện trên các phương tiện thông tin đại chúng Trung Quốc. Chúng đã gây nên sự phẫn nộ bởi vì trong những bức ảnh do người nước ngoài, và người Trung Quốc chụp, những thanh niên uống rượu bia, đi tiểu tiện, đại tiện và có những hành vi tình dục trên bức thành được chiếu ở khắp nước.

Tháng 8 năm 2012, một đoạn dài khoảng 36m của thành bị sụp đổ hoàn toàn.

## Một số cửa quan-cửa ải nổi tiếng dọc Vạn Lý Trường Thành
- Sơn Hải quan: cửa ải đầu tiên của Trường Thành, nằm ở nơi giáp ranh giữa hai tỉnh Hà Bắc và Liêu Ninh, khởi điểm của Trường Thành, phía nam của dãy núi Yên Sơn, phía bắc của Biển Bột Hải, do tướng Từ Đạt nhà Minh xây dựng. Tên Sơn Hải quan cũng là do đứng ở nơi đây có thể ngắm được, quan sát được toàn cảnh núi non và biển cả hùng vỹ, với non xanh nước biếc, đồi núi và biển cả soi bóng. Cửa ải này có 4 cửa, cửa phía Đông có một bức hoành phi với dòng chữ "Thiên hạ đệ nhất quan" dài 5,9 m, rộng 1,6 m. Chiều cao của chữ là 1,45 m, rộng 1,09 m do Tiêu Hiển, tiến sĩ, nhà thư pháp nổi tiếng của Nhà Minh viết.
- Gia Dục quan: còn gọi là Hoà Bình Quan, là cửa quan nằm ở khởi điểm phía tây của Trường Thành, trên địa bàn thành phố Gia Dục Quan, tỉnh Cam Túc, xây dựng vào năm thứ 5 Hồng Vũ 1372.
- Nương Tử quan: còn gọi là Vi Trạch Quan, thuộc địa bàn huyện Bình Định, tỉnh Sơn Tây (Trung Quốc). Địa thế hiểm trở, núi non trùng điệp, dễ thủ khó công nên được mệnh danh là "Tam tấn môn hộ". Hồi đầu nhà Đường, công chúa Bình Dương, con gái thứ ba của Lý Uyên từng dẫn vài vạn tướng sĩ canh giữ tại đây. Công chúa Bình Dương võ nghệ cao cường, đạo quân của công chúa được gọi là "nương tử quân". Bởi vậy mọi người đổi tên cửa ải này thành Nương Tử Quan. Đến nay trên cánh cửa đông môn thành trì Nương Tử Quan còn có 5 chữ "Trực thuộc Nương tử Quan".
- Ngọc Môn quan: ở Tiểu Phương Bàn Thành phía tây Huyện Đôn Hoàng, tỉnh Cam Túc. Tên Ngọc Môn Quan là do tất cả đá ngọc sản xuất ở Hoà Điền, Tân Cương thời cổ đều phải đi qua cửa ải này.
- Biển Đầu quan: cửa ải thuộc huyện Biển Đầu, tỉnh Sơn Tây, một vùng đất không bằng phẳng, phía đông cao, phía tây thấp, nên mọi người mới gọi là Biển Đầu Quan.
- Nhạn Môn Quan: nằm trên một thung lũng ở huyện Đại, tỉnh Sơn Tây, có khí thế hoành tráng, hai bên là vách núi dựng đứng, chỉ những con nhạn, con én mới bay qua được mà chỉ bay dọc theo thung lũng qua phía trước cửa ải, bởi vậy mọi người mới gọi là Nhạn Môn Quan.
- Cư Dung quan: ở núi Tử Kinh, huyện Dị, tỉnh Hà Bắc.

## Sự Công Nhận
Bức tường thành trở thành Di sản thế giới của UNESCO vào năm 1987.
Người Trung Quốc có câu nói 不到长城非好汉, có nghĩa "Bất đáo Trường Thành phi hảo hán" đã được khắc bia tại trường thành.

### Từ ngoài Trái Đất

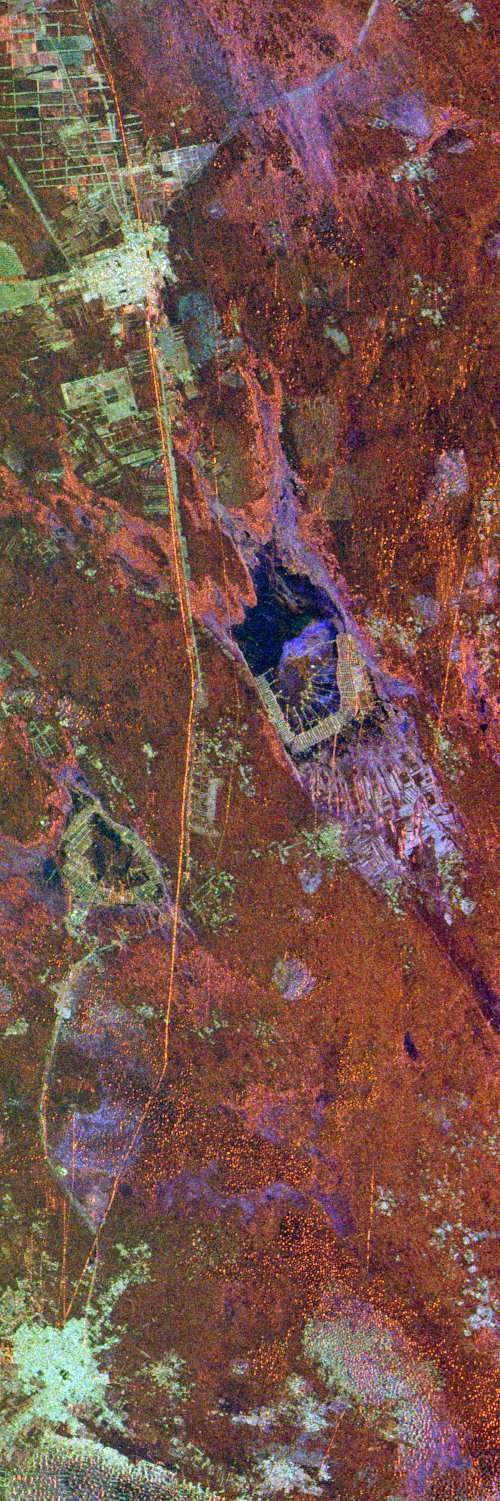
Vạn Lý Trường Thành của Trung Quốc trong một hình radar màu giả chụp từ phi thuyền không gian vào tháng 4 năm 1994

Đã có một sự tranh cãi từ lâu về việc bức tường thành sẽ thế nào nếu nhìn từ vũ trụ. Quan điểm rằng nó có thể được nhìn thấy từ vũ trụ có vẻ xuất hiện trước khi có các chuyến bay của con người vào vũ trụ.
Trong cuốn sách Cuốn sách thứ hai về những kỳ quan của Richard Halliburton năm 1938 có nói Vạn Lý Trường Thành là vật nhân tạo duy nhất có thể nhìn thấy được từ Mặt Trăng, và một truyện tranh tên là "Tin hay không tin của Ripley" ở thời gian đó cũng đưa ra tuyên bố tương tự. Niềm tin này kéo dài và trở thành một truyền thuyết đô thị, thỉnh thoảng thậm chí xuất hiện cả trong những cuốn sách giáo khoa. Arthur Waldron, tác giả cuốn lịch sử Vạn Lý Trường Thành đáng tin cậy nhất trong mọi ngôn ngữ đã chỉ ra rằng sự tin tưởng vào việc Vạn Lý Trường Thành có thể nhìn thấy được từ Mặt Trăng cũng giống như sự phấn khích của một số người khi tin rằng có những "kênh đào" trên bề mặt Sao Hỏa vào cuối thế kỷ 19. Trên thực tế, Vạn Lý Trường Thành đơn giản là không thể nhìn thấy bằng mắt thường nếu không có công cụ hỗ trợ từ Mặt Trăng, chưa nói đến nhìn từ Sao Hỏa.
Khoảng cách từ Trái Đất đến Mặt Trăng khoảng một nghìn lần lớn hơn khoảng cách từ Trái Đất đến con tàu vũ trụ bay trên quỹ đạo gần Trái Đất. Nếu Vạn lý trường thành có thể nhìn thấy được từ Mặt Trăng, thì sẽ dễ dàng nhìn thấy nó từ quỹ đạo gần Trái Đất. Trên thực tế, từ quỹ đạo gần Trái Đất, nó rõ ràng là hơi thấy được, và chỉ trong những điều kiện tốt. Và nó cũng không rõ rệt hơn nhiều vật thể khác do con người tạo ra.
Một nhà du hành tàu con thoi  thông báo rằng "chúng tôi có thể thấy những vật nhỏ như những đường băng sân bay [nhưng] Vạn Lý Trường Thành hầu như không nhìn thấy được từ khoảng cách 180 dặm (290 km) trở lên." Nhà du hành vũ trụ William Pogue cho rằng ông đã thấy nó từ Skylab nhưng phát hiện ra rằng trên thực tế ông đang nhìn vào Đại Vận Hà gần Bắc Kinh. Ông phát hiện ra Vạn Lý Trường Thành với ống nhòm, nhưng nói rằng "nó không thể nhìn thấy được bằng mắt thường không có thiết bị hỗ trợ". Một nhà du hành trong chương trình Apollo đã nói không một cấu trúc nào của con người có thể nhìn thấy từ khoảng cách vài nghìn dặm. Thượng nghị sĩ Hoa Kỳ Jake Garn tuyên bố có thể nhìn thấy Vạn Lý Trường Thành bằng mắt thường từ trên quỹ đạo của tàu vũ trụ đầu thập kỷ 1980, nhưng tuyên bố của ông còn đang bị nhiều nhà du hành vũ trụ chuyên nghiệp khác của Mỹ phản đối. Nhà du hành vũ trụ Dương Lợi Vĩ người Trung Quốc sau 21,5 giờ bay vòng quanh Trái Đất đến 14 lần, trở lại mặt đất đã xác minh trên truyền hình là không nhìn thấy được Vạn Lý Trường Thành từ không gian. Điều này dẫn đến việc Trung Quốc phải đính chính lại sách giáo khoa đã đăng thông tin này.
Từ quỹ đạo Trái Đất tầm thấp nó có thể được nhìn thấy với điều kiện thời tiết tốt. Điều này giống như việc có thể thấy các đặc điểm của Mặt Trăng ở những thời điểm nhất định và không thấy chúng vào những thời điểm khác, vì sự thay đổi trong hướng ánh sáng. Vạn Lý Trường Thành chỉ rộng vài mét — kích thước tương đương với đường xa lộ và đường băng — và nó đồng màu với đất đá xung quanh.
Cựu phi hành gia Mỹ Gene Cernan đã nói: "Ở quỹ đạo Trái Đất từ 160km đến 320km, Vạn Lý Trường Thành của Trung Quốc có thể nhìn thấy được bằng mắt thường." Ed Lu, Sĩ quan khoa học Expedition 7 trên Trạm vũ trụ quốc tế, nói thêm rằng, "...nó khó nhìn hơn nhiều vật thể khác. Và bạn phải biết tìm nó ở đâu".
Leroy Chiao, một nhà du hành người Mỹ gốc Hoa, đã chụp một bức ảnh từ Trạm vũ trụ quốc tế có hình bức tường thành. Nó còn không rõ đến mức ông không biết có phải đã thực sự chụp được nó hay không. Dựa trên bức ảnh đó, một tờ báo nhà nước của Trung Quốc đã kết luận rằng Vạn Lý Trường Thành có thể được nhìn thấy từ vũ trụ bằng mắt thường, trong những điều kiện quan sát tốt, nếu người ta biết chính xác phải tìm ở đâu.

## Thư viện

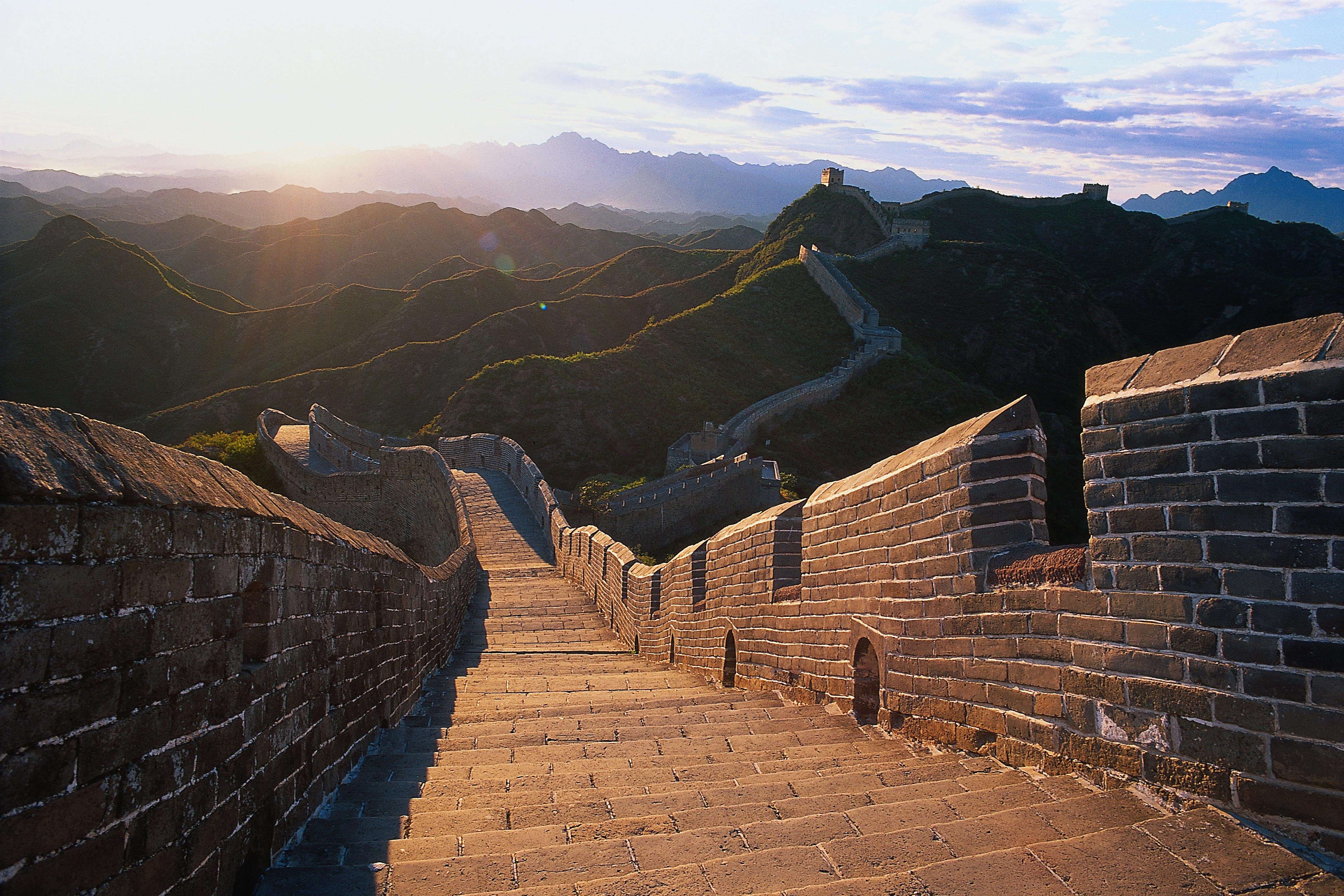
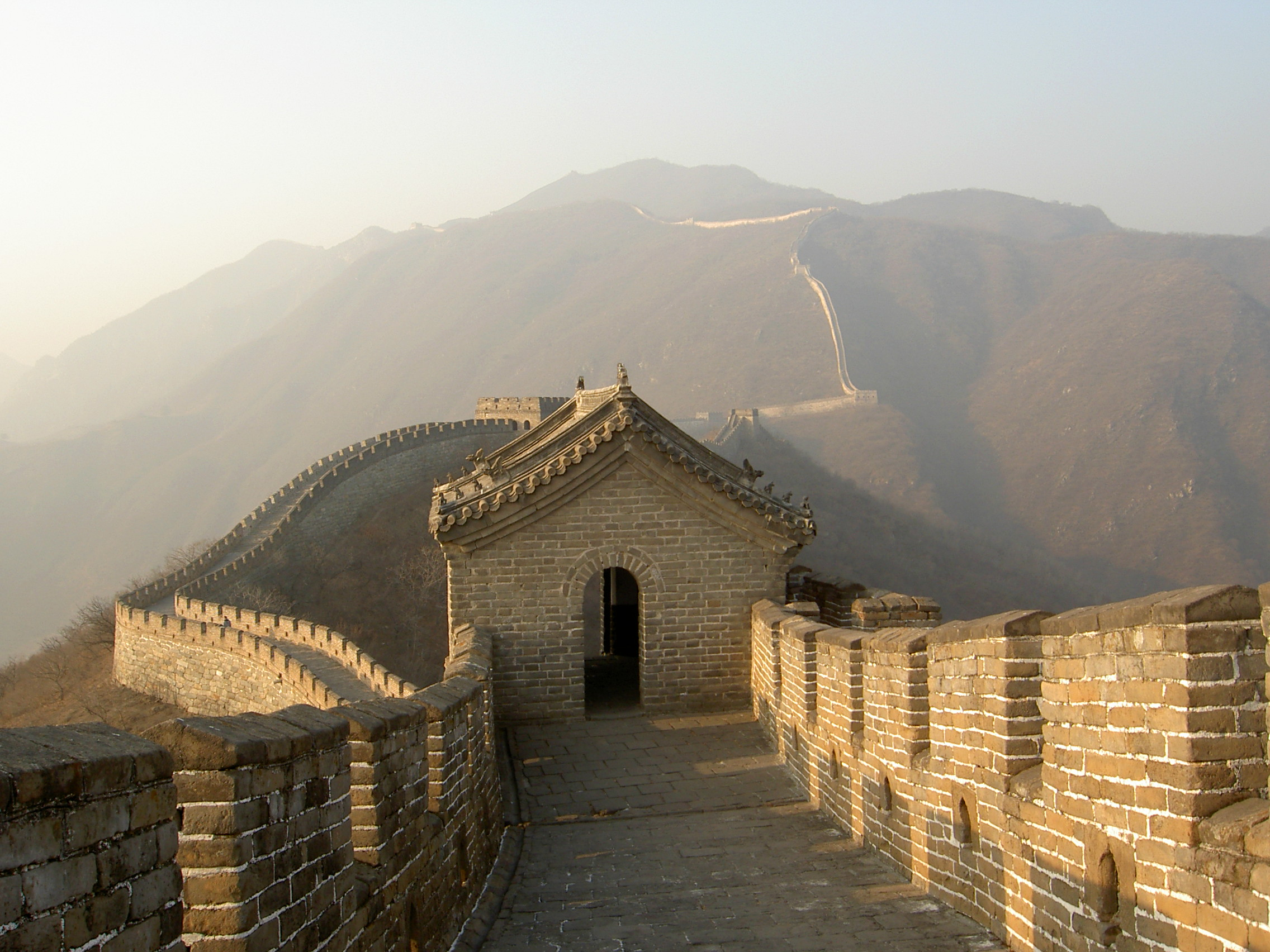
VLTT-Noel 2005
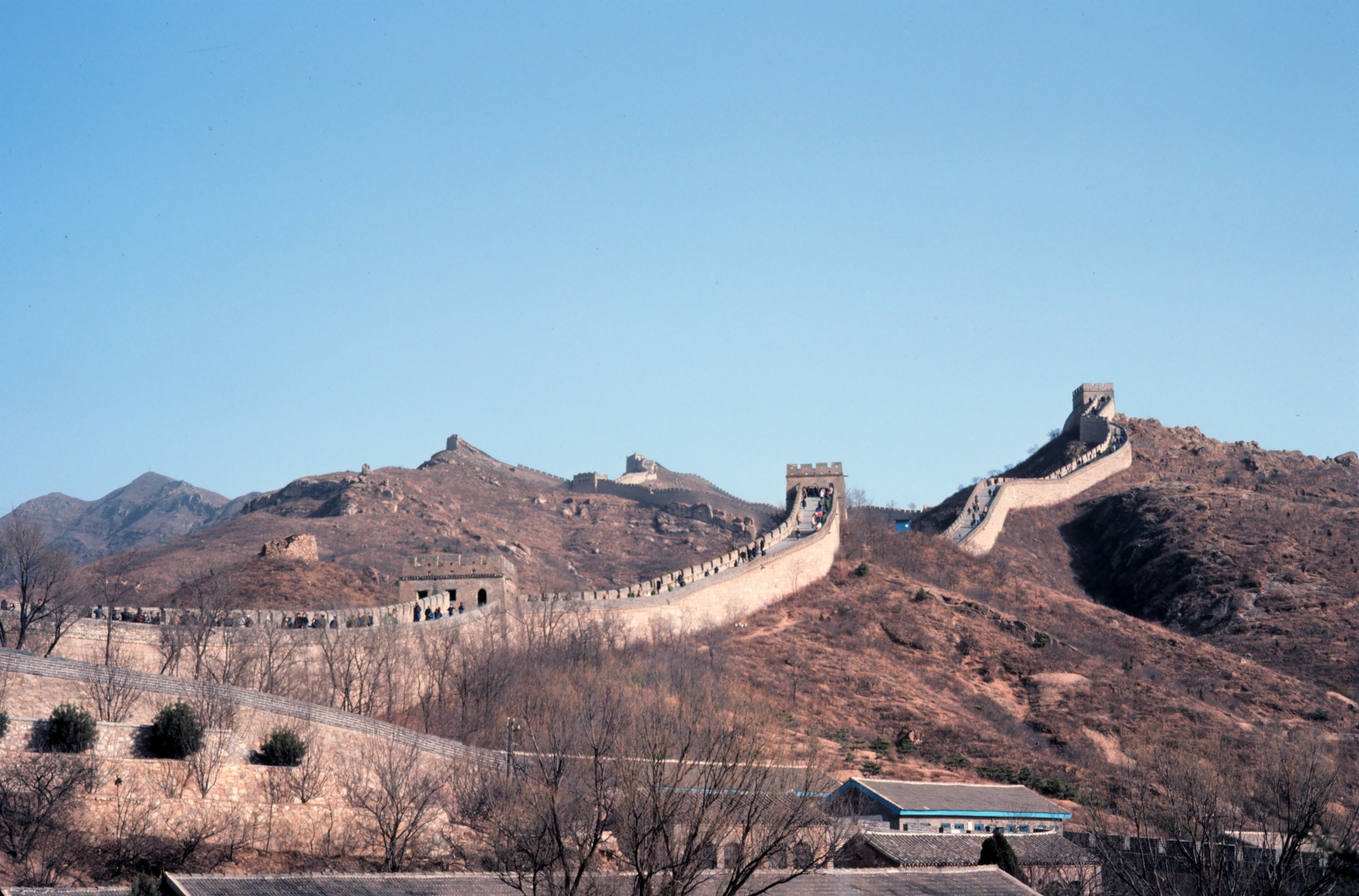
Vạn Lý Trường Thành
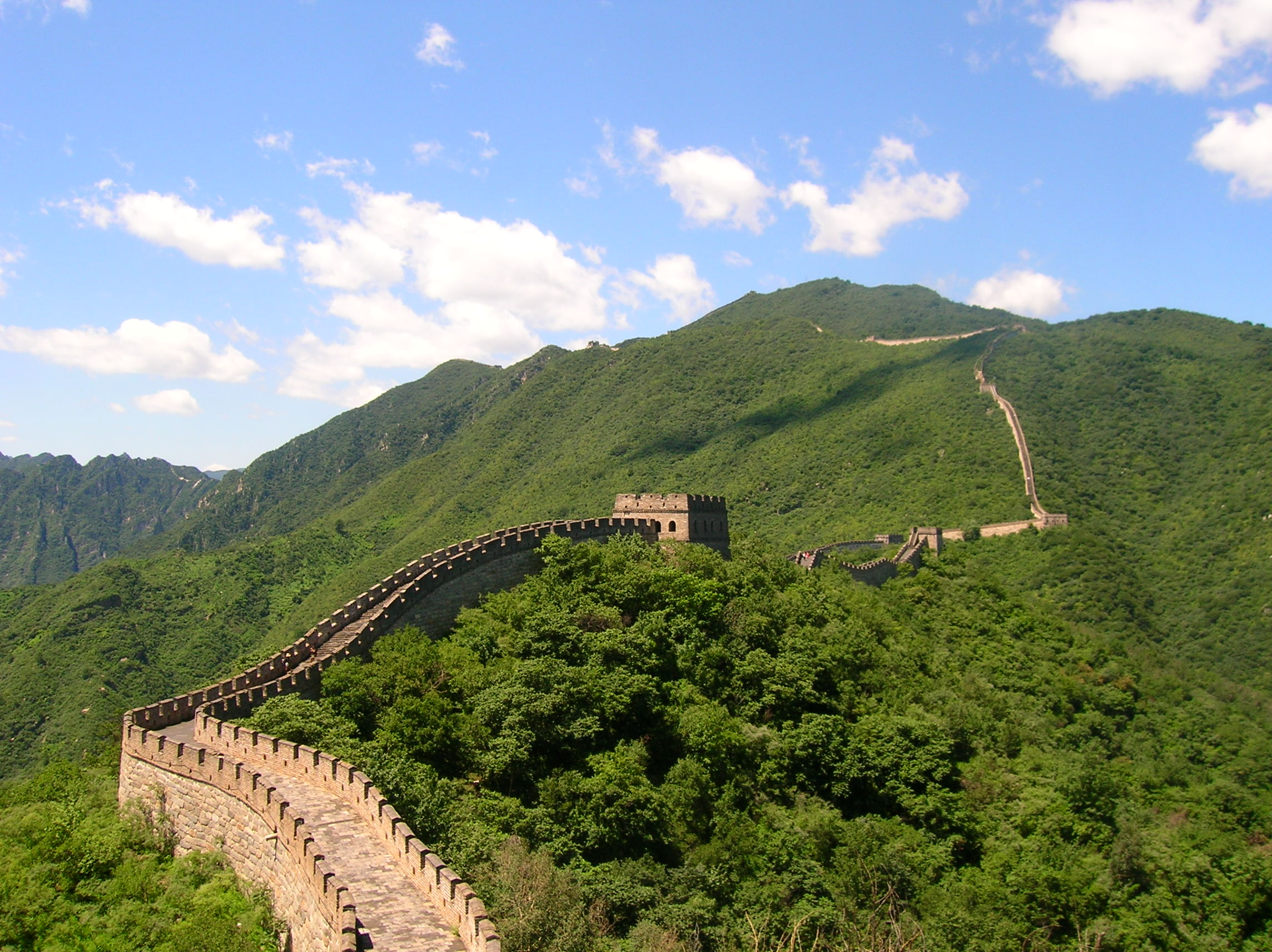
Mộ Điền Dục
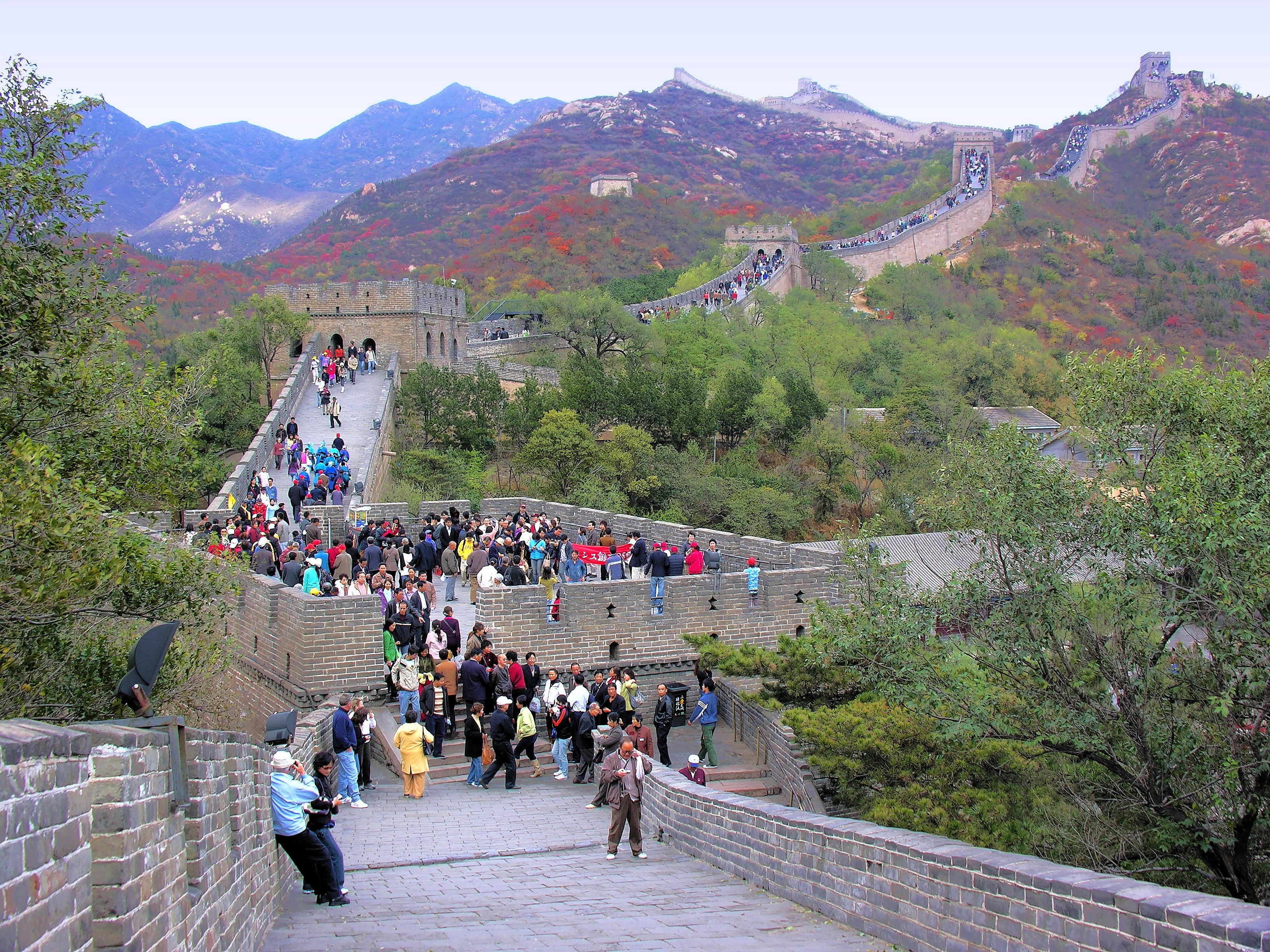
Bát Đạt Lĩnh
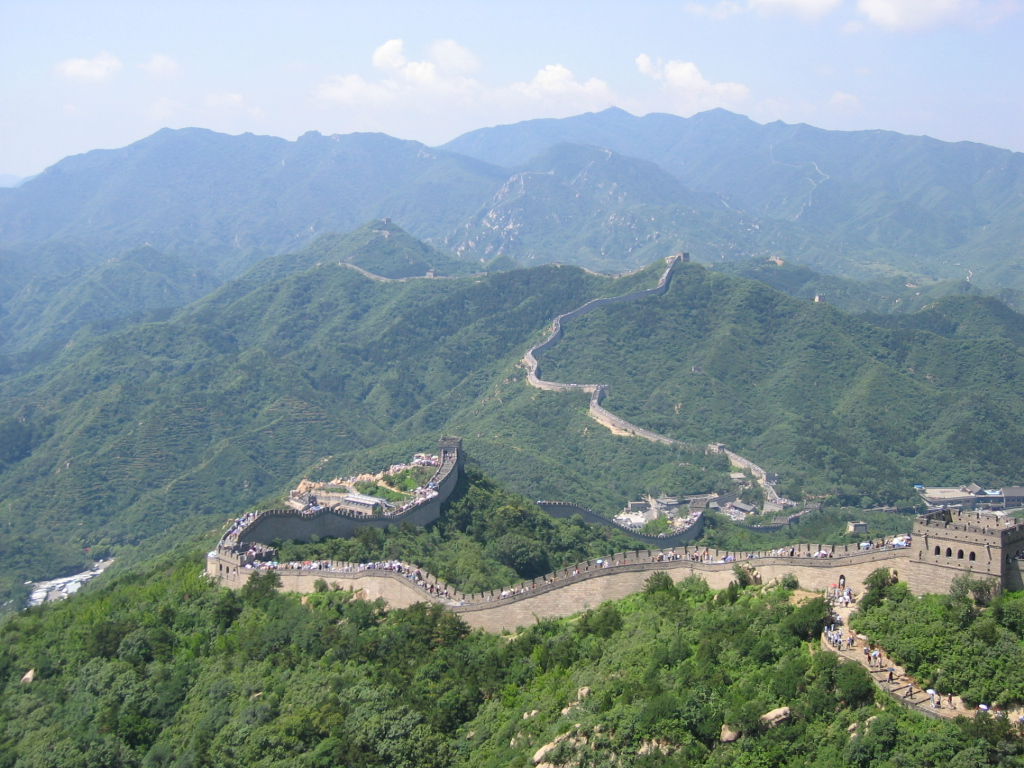
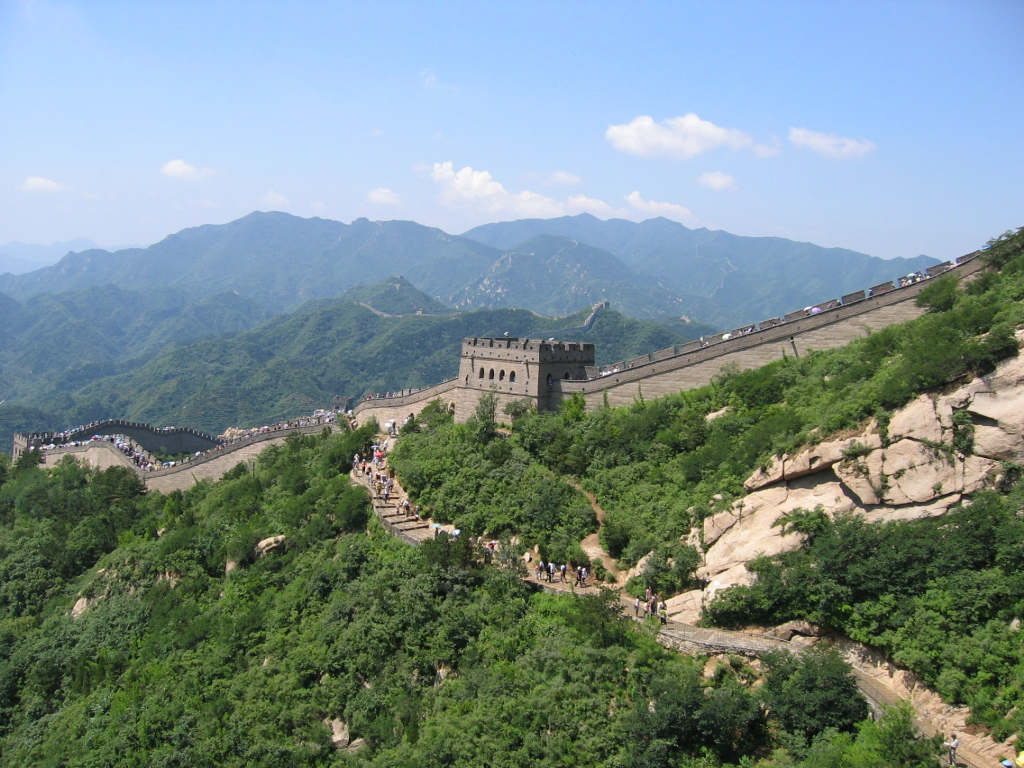
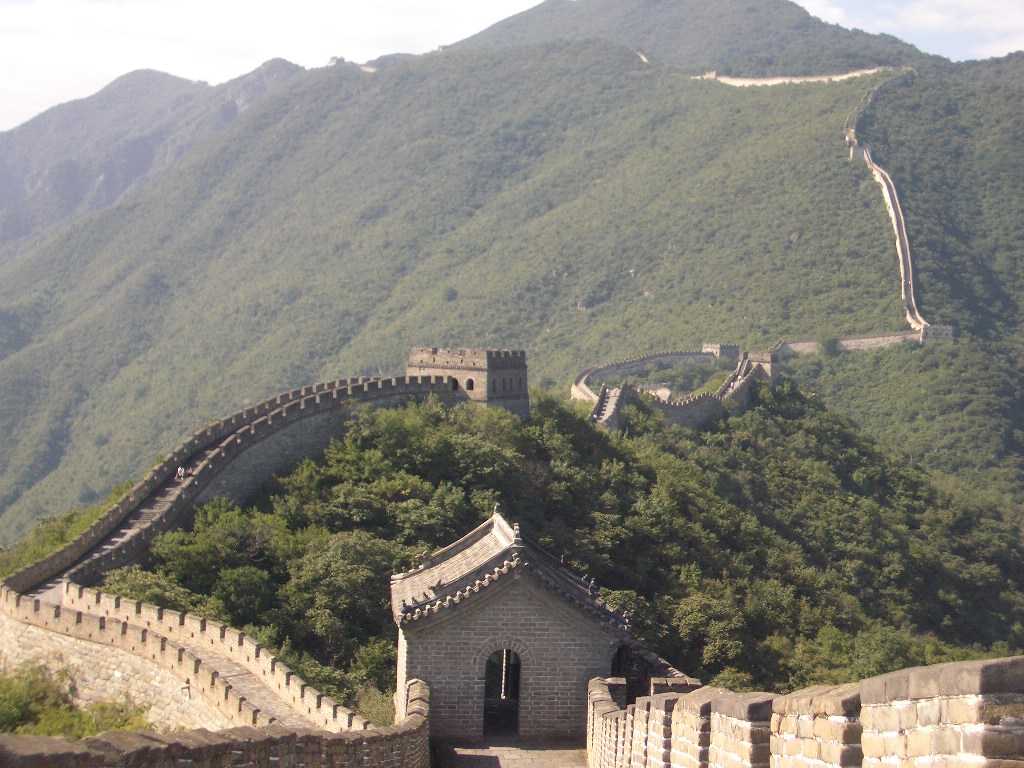
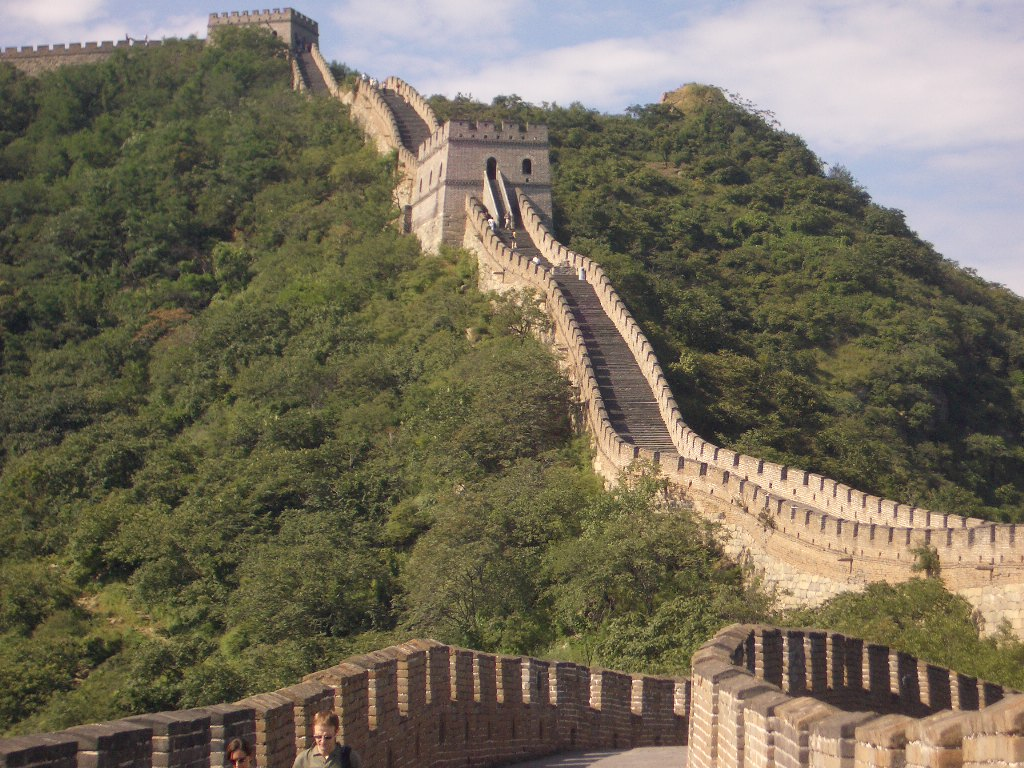
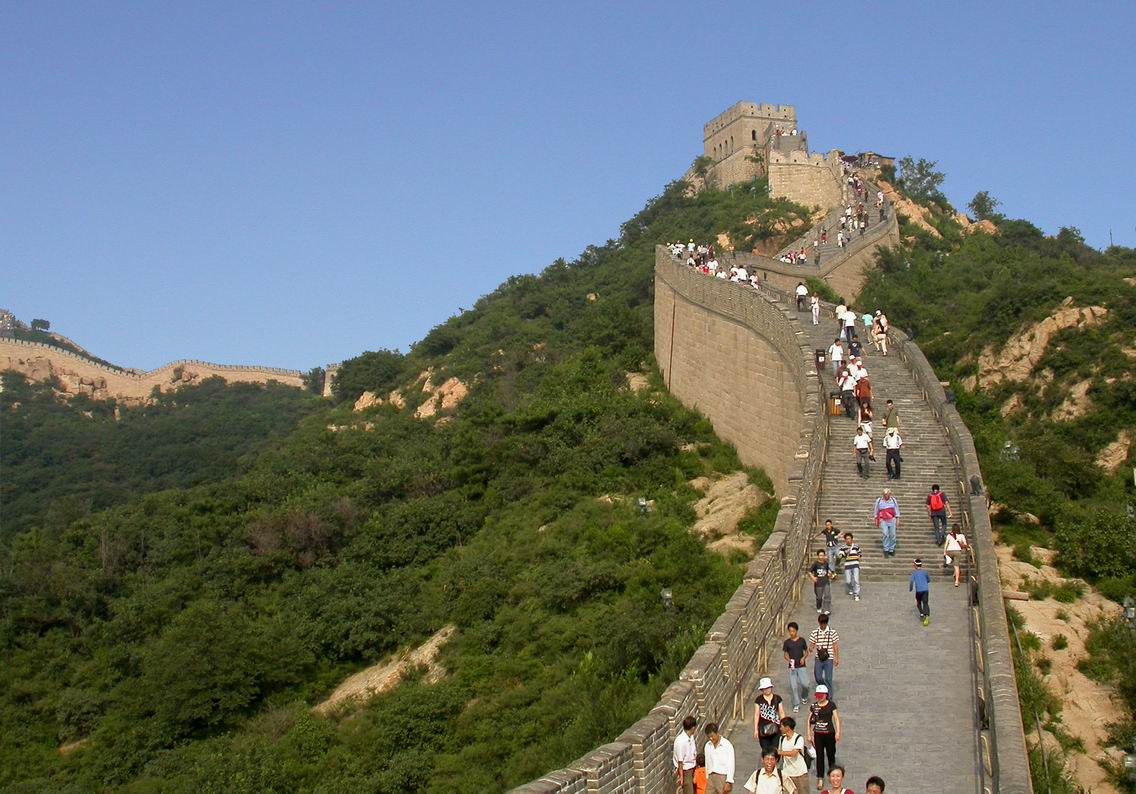
Bát Đạt Lĩnh
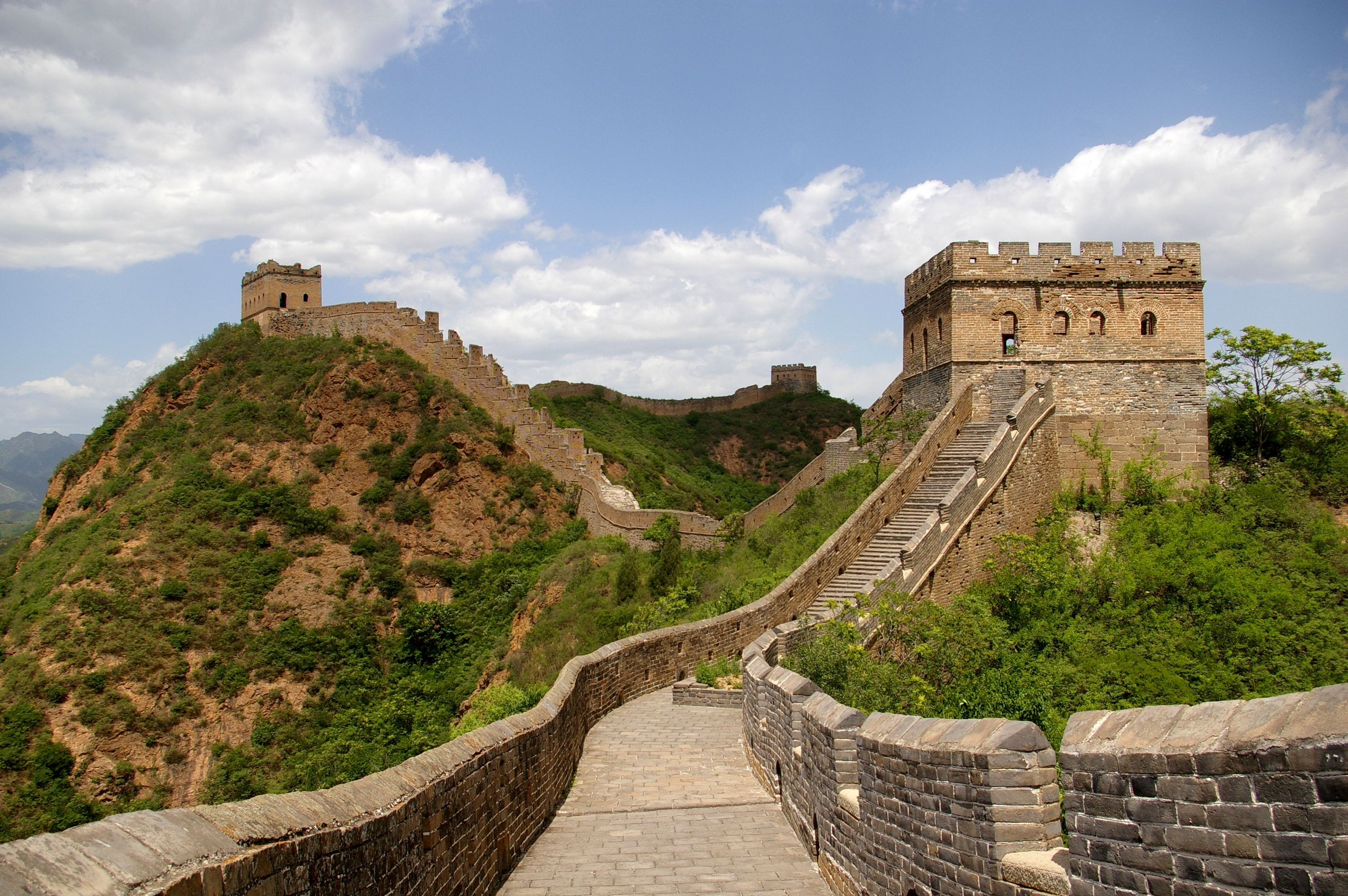
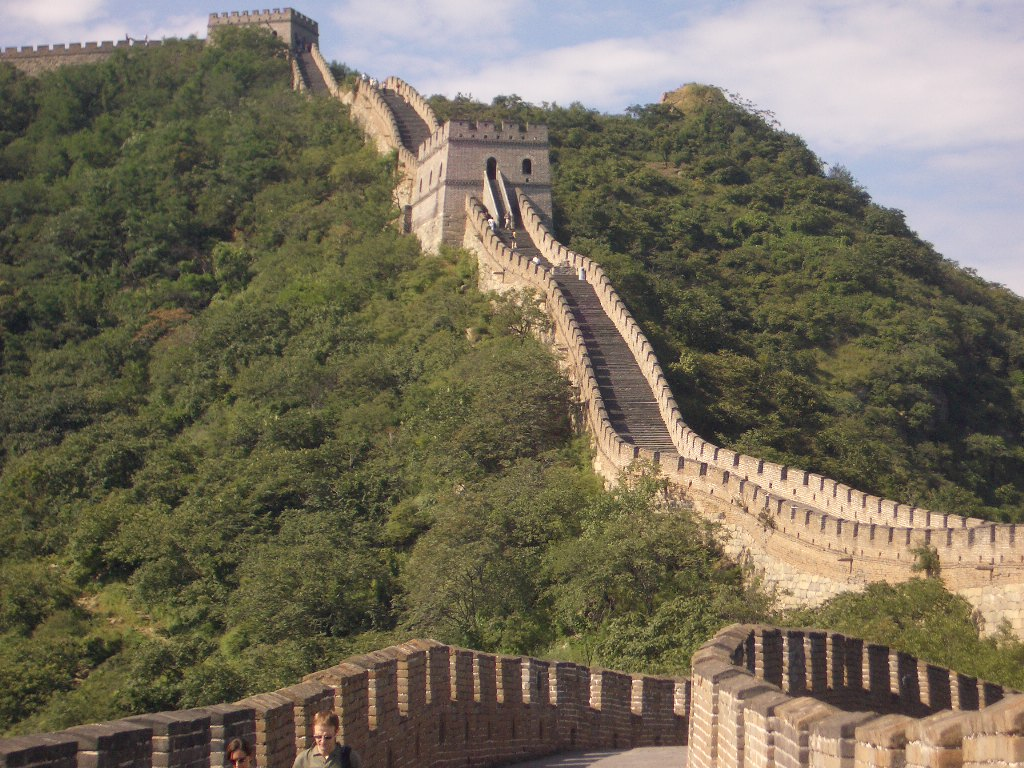
Mộ Điền Dục